# Скандал вокруг сексуальных домогательств в католической церкви (Австрия)
Скандал с сексуальным насилием в Австрии ― один из эпизодов в деле о сексуальном насилии со стороны представителей католической церкви в Австрии.

## Кардинал Гроэр
Кардинал Ханс Герман Гроэр был смещён с поста архиепископа Вены папой Римским Иоанном Павлом II на волне обвинений в сексуальных домогательствах. Официально папа принял заявление об отставке, которое Гроэр написал по случаю своего 75-летия. Гроэр до самой смерти категорически отказывался публично комментировать обвинения и был одним из самых высокопоставленных католических священнослужителей, замешанных в скандалах с сексуальным насилием.
По просьбе Святого Престола Гроэр провёл несколько месяцев в Дрездене, а затем удалился в монастырь Святого Иосифа. Он умер в Санкт-Пёльтене в возрасте 83 лет и был похоронен на цистерцианском кладбище в Мариенфельде, Австрия.

## Семинария Санкт-Пёльтен
Епископ Санкт-Пёльтена Курт Кренн подал в отставку со своего поста в 2004 году после скандала, связанного с распространением детской порнографии, которая якобы была скачана студентом семинарии. На компьютере одного из семинаристов было обнаружено до 40 000 фотографий и некоторое количество порнофильмов, включая и детскую порнографию. Реакция Кренна, назвавшего инцидент «детской шалостью», возмутила широкие круги общественности.
Иоанн Павел II приказал провести расследование обвинений, и Кренн добровольно ушёл в отставку.

## Общественная реакция
В 2004 году церковные лидеры заявили, что ряд австрийских мирян покинули католическую церковь в результате скандала.